# Mýrthios (Ágios Vasílios)
Mýrthios, en grec moderne : Μύρθιος, est un village du dème d'Ágios Vasílios, de l'ancienne municipalité de Foínikas, dans le district régional de Réthymnon, en Crète, en Grèce. Selon le recensement de 2011, la population de Mýrthios compte 203 habitants. Le village est situé au pied du mont Kouroúpa, à une distance de 36 km de Réthymnon et à une altitude de 200 mètres.

## Source de la traduction
- (el) Cet article est partiellement ou en totalité issu de l’article de Wikipédia en grec moderne intitulé « Μύρθιος Αγίου Βασιλείου » (voir la liste des auteurs).